# Исаково (Вяземский район)
 Иса́ково — село в Смоленской области России, в Вяземском районе. Расположено в восточной части области в 21 км к востоку от районного центра, на автодороге Вязьма-Тёмкино. Железнодорожная станция на линии Вязьма — Калуга. Население — 658 жителей (2007 год). Центр Исаковского сельского поселения.

## История
По некоторым данным известна с 1770-х годов как усадьба дворян Блиновых.
С 1811 года известна деревня Исаково, располагавшаяся на берегу реки Толбинка. В 1874 году в 1 км от деревни была открыта станция Исаково, вокруг которой и возникло современное село. Позже деревня вошла в состав нового села.
С конца XIX века до 1917 года деревней владели дворяне Лелюхины. Среди владельцев известен Александр Георгиевич Лелюхин — многолетний предводитель дворянства Юхновского уезда Смоленской губернии, глава Исаковского общества сельского хозяйства, член IV Государственной думы Российской империи от Смоленской губернии.
На территории Исаковского сельского поселения находится родовая усадьба основоположника русской музыкальной классики Александра Даргомыжского — Твердуново, где он провёл свои первые годы. В 1840—1850, во время работы над оперой «Русалка», он записывал в Твердуново русские народные песни, часть из них включил в эту оперу. В 1861 Даргомыжский, прибыв из Петербурга в Твердуново, первым в Смоленской губернии освободил от крепостной зависимости своих крестьян.
Решением Смоленского Облисполкома от 11.06.1974 дер. Твердуново объявлено достопримечательным местом регионального значения. В 1985 в Исаковском сельсовете Вяземского района дер. Твердуново прекратила своё существование. На автодороге Вязьма — Тёмкино, перед поселком Исаково, в 2007 году установлен автодорожный указатель, показывающий дорогу в бывшее имение А. С. Даргомыжского — Твердуново. В пос. Исаково одна из улиц носит имя композитора..
В 2004 году посёлок преобразован в село.

## Экономика
Хлебопекарня была разрушена в 2007 г.